# Чемпион (мультфильм)
«Чемпио́н» — советский цветной рисованный мультипликационный фильм для детей о спорте 1948 года режиссёра Александра Иванова.

## Сюжет
О хвастливом Волке, чемпионе лыжного спорта, который самонадеянно пренебрегал тренировками и отличался отсутствием уважения к соперникам. Во время очередных соревнований «чемпион» уступает первенство более подготовленным и целеустремленным соперникам: Бобику, ставшему новым чемпионом, и занявшему второе место Барсуку.

## Создатели
| сценарий                  | Исидор Винокуров |
| режиссёр                  | Александр Иванов |
| художник-постановщик      | Евгений Мигунов |
| художники-мультипликаторы | Дмитрий Белов, Фаина Епифанова, Михаил Ботов, Борис Титов, Татьяна Фёдорова, Валентин Лалаянц, Б. Петин, Иван Аксенчук, Лев Позднеев, Борис Степанцев, В. Одинцов |
| оператор                  | Михаил Друян |
| звукооператор             | Николай Прилуцкий |
| музоформление             | Семён Бендерский |
| асс. режиссёра            | Ф. Гольдштейн |
| асс. по монтажу           | А. Фирсова |
| художники-декораторы      | Ольга Геммерлинг, В. Завилопуло |
| комментатор               | Вадим Синявский |
| стихи                     | Михаил Вольпин |
| роли озвучивали           | Сергей Мартинсон — Волк (нет в титрах) |

## О мультфильме
«Чемпион» (1948) — великолепный комический мультфильм о почивающем на лаврах лыжном гении Сером Волке и настойчивом щенке, сумевшем победить самонадеянного чемпиона. Динамизм, не уступающий диснеевским лентам того же времени, сочетается с отсутствующей в американской анимационной традиции дидактичностью. В качестве бонуса сегодняшним зрителям в этом мультфильме сохранился голос знаменитого спортивного комментатора той поры Вадима Синявского.
— Антон Размахнин «Тайная миссия советской мультипликации»

## Переиздания
Мультфильм издавался в сборниках мультфильмов:
- Лучшие советские мультфильмы, Studio PRO Video, VHS, 1990-е[источник не указан 823 дня].
- «Лесные сказки» Часть 2, «Союзмультфильм», дистрибьютор «Союз», DVD[3].
- «Спортивные сюжеты», сборник № 32, DVD[4].